# The Document Foundation
The Document Foundation é uma organização sem fins lucrativos de software livre criada pelos membros da comunidade OpenOffice.org para gerenciar e desenvolver um fork chamado LibreOffice. O objetivo do projeto é produzir uma suíte de escritórios livre que suporte os arquivos ODF sem nenhum requerimento de direito autoral. Este é um dos contrastes com o OpenOffice.org, que exige que os desenvolvedores atribuam direitos autorais para a Oracle.

## História
A The Document Foundation foi criada principalmente devido ao fato da venda da Sun para a Oracle. Essa medida causou um descontentamento na comunidade internacional. Entretanto, muitos desenvolvedores individuais já almejavam esse rompimento com a Sun. Esse sentimento está vinculado com a impossibilidade de desenvolver livremente. Pois, caso autorizassem o anexamento de seu trabalho junto ao OpenOffice.org, a empresa detentora dos direitos agregaria valor para si própria, com a finalidade principal na geração de lucros. Porém, o valor agregado para si mesma, sempre foi motivo de divergências entre a comunidade. Muitos membros discordavam que os lucros deveriam pertencer a uma instituição, mas sim, que a comunidade no todo deveria ser a grande beneficiada.